# Мёрфельден-Вальдорф
Мёрфельден-Вальдорф (нем. Mörfelden-Walldorf) — город в Германии, в земле Гессен. Подчинён административному округу Дармштадт. Входит в состав района Грос-Герау.  Население составляет 34 035 человек (на 31 декабря 2010 года). Занимает площадь 44,16 км². Официальный код — 06 4 33 008.